# Alianța Democraților Liberi (Ungaria)
Alianța Democraților Liberi (în maghiară Szabad Demokraták Szövetsége - SZDSZ) a fost un partid politic de orientare liberală din Ungaria. 